# 허더스필드 대학교
허더스필드 대학교(University of Huddersfield, 비공식 교명: Huddersfield University)는 잉글랜드 웨스트요크셔주 허더즈필드에 위치한 공립 연구형 대학이다. 1992년부터 대학교(university) 지위이지만 그 기원은 여러 교육기관이 기원이 되는 19세기로 거슬러 올라간다.
연구의 품질에 점진적으로 집중하고 있다.

## 같이 보기
- 영국의 대학 목록